# Ergasilus felichthys
Ergasilus felichthys is een eenoogkreeftjessoort uit de familie van de Ergasilidae. De wetenschappelijke naam van de soort is voor het eerst geldig gepubliceerd in 1947 door Pearse.